# Schildhornsage

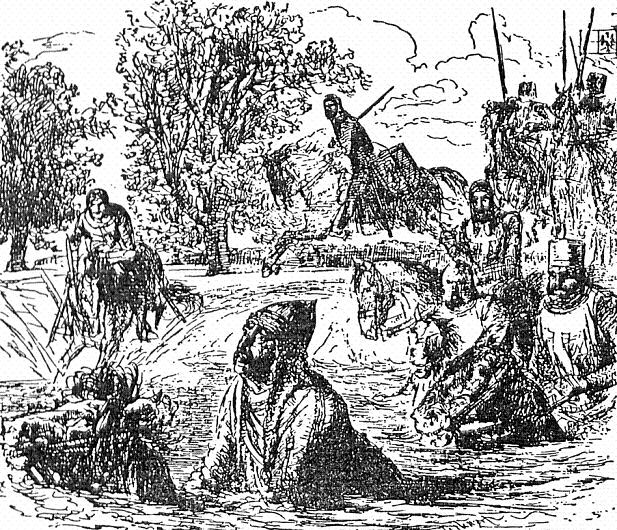
Jaczo von Köpenick auf der Flucht durch die Havel. Holzschnitt von O. Vogel nach einer Zeichnung von Adolph Menzel, 1868

Die Schildhornsage (oft auch als „Schildhorn-Legende“ bezeichnet) handelt von dem Slawenfürsten Jaxa von Köpenick, der 1157 im Gründungsjahr der Mark Brandenburg vor Albrecht dem Bären durch die Havel geflohen sein soll. Als Jaxa zu ertrinken drohte, habe er in seiner Not den bisher verhassten „Christengott“ angerufen und aus Dankbarkeit für seine Rettung seinen Schild und sein Horn an einen Baum gehängt und sich zum Christentum bekannt. Seither heiße die Landzunge, auf die er sich gerettet habe, Schildhorn. Das Schildhorn gehört seit 1920 zu Berlin. In der Sage spiegelt sich symbolhaft der Gründungsmythos der Mark Brandenburg, der Übergang von der slawischen zur deutschen Herrschaft.
In ihrer ursprünglichen mündlichen Überlieferung und in ihren ersten Niederschriften drehte sich die Volkssage weder um Jaxa, noch enthielt sie den Bekehrungsaspekt und spielte auch nicht am Schildhorn. Diese Inhalte fanden in der ersten Hälfte des 19. Jahrhunderts schrittweise Eingang in die Darstellung. Der Name Schildhorn ist zudem bereits 1590 urkundlich erwähnt und beruht sehr wahrscheinlich auf einem slawischen Gewässernamen. Dennoch führen auch im 21. Jahrhundert viele Darstellungen und Informationstafeln vor Ort die Namensgebung für das Schildhorn auf die Sage zurück und lassen damit diesen Teil der Sage zum modernen Geschichtsmythos werden.
Die seit ungefähr 1850 gängige Schildhorn- oder Jaxa-Version der Sage fand ihren künstlerischen Ausdruck in zahlreichen Gedichten und Gemälden sowie im Schildhorndenkmal auf der Spitze der Landzunge. Die auch Schildhornkreuz genannte Säule geht auf eigenhändige Bleistiftskizzen Friedrich Wilhelms IV. von Preußen zurück und wurde 1845 nach Entwürfen von Friedrich August Stüler errichtet.

## Das Schildhorn – Lage und Etymologie
Die Landzunge Schildhorn liegt im Landschaftsschutzgebiet Grunewald im gleichnamigen Berliner Ortsteil Grunewald des Bezirks Charlottenburg-Wilmersdorf am Ostufer der Havel.

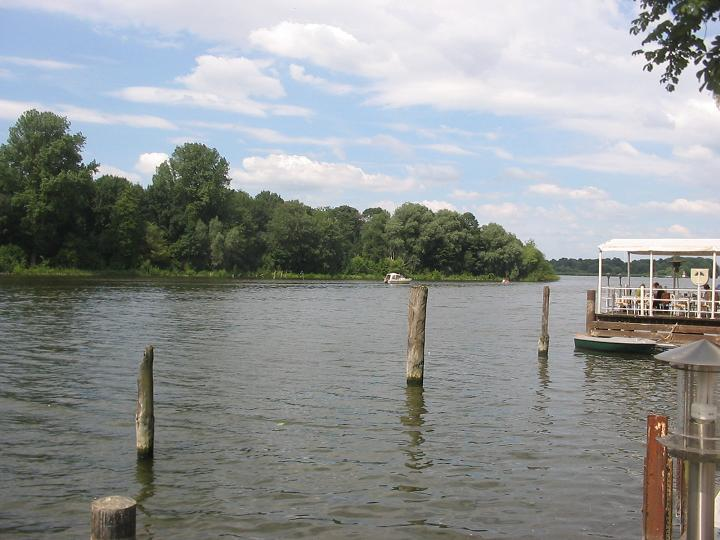
Blick über die Jürgenlanke zum Schildhorn

Mit einem auf der Halbinsel befindlichen Waldspielplatz verbindet die verantwortliche Berliner Senatsverwaltung ein Konzept, das Kinder animieren will, „in die Welt des Jaczo ein[zu]tauchen“. Die Informationstafel am Spielplatz enthält die verbreitete Fehlinformation zur Namensgebung: „Fürst Jaczo hängte hier sein Schild und sein Horn an einen Baum, und gab so dem Schildhorn seinen heutigen Namen“. Auch die Informationstafeln am Havelhöhenweg, der die Halbinsel einbezieht, enthalten diese Information.
Die Schildhornsage legt zwar nahe, dass der Name Schildhorn auf sie zurückgeht und einige Darstellungen und Gedichte betonen diese Namensgebung ausdrücklich, jedoch ist diese Ableitung nicht belegt. Vielmehr beruht der Namensteil „Schild“ etymologisch sehr wahrscheinlich auf der Übersetzung eines slawischen Wortes und der Begriff Horn geht auf die mittelniederdeutsche geografische Bezeichnung für Landzunge oder Landvorsprung zurück. So enden die Namen fast aller größeren Ufervorsprünge an den Havelseen auf „-horn“, beispielsweise Kuhhorn, Breitehorn oder Weinmeisterhorn. Zudem findet sich eine erste schriftliche Erwähnung der Halbinsel unter dem Namen Schildhorn bereits im Spandauer Erbregister von 1590 – lange bevor die Sage ihre bekannte Schildhorn-Ausformung erhielt. Der längst bestehende Flurname Schildhorn geht also nicht auf die Sage zurück, sondern war laut Pappenheim eine „ätiologische Erklärung“, die sich erst aus der Deutung des Namens ergeben hat.

## Die Schildhornsage

### Inhalt

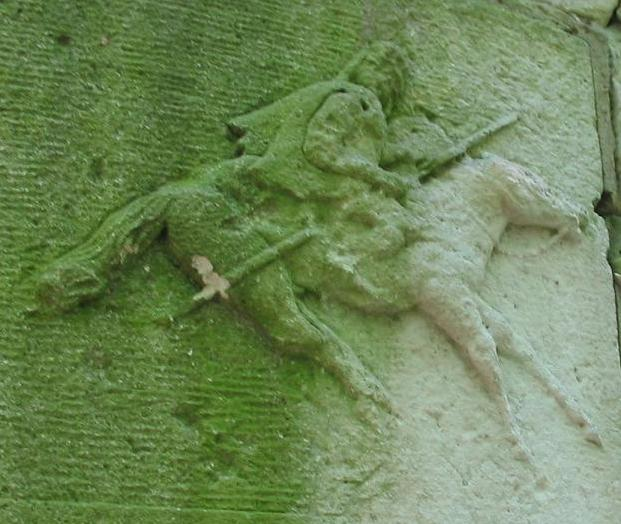
Jaxa auf der Flucht vor Albrecht dem Bären, Ausschnitt Relief Jaczo-Turm

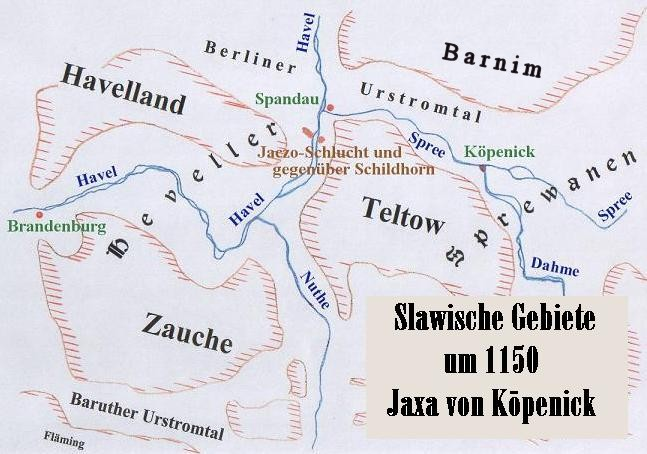
Slawische Gebiete um 1150, Schildhorn und Jaczo-Schlucht

Die seit ungefähr 1850 gängigste Version der Sage fasste unter anderem Theodor Fontane in den Wanderungen durch die Mark Brandenburg zusammen. Danach durchschwamm Jaxa von Köpenick auf der Flucht vor Albrecht dem Bären und zwei weiteren Reitern die Havel, die sich in diesem Raum zu einem der Havelseen verbreitert. Von der Flucht erschöpft, drohte Jaxas Pferd in den Fluten zu versinken. Als die slawische Gottheit Triglaw sein Flehen um Rettung nicht erhörte, hielt er seinen Schild hoch über den Kopf und rief in seiner Not den bislang verhassten Christengott an. Da schien es ihm, als fasste eine Hand den erhobenen Schild und hielte ihn mit sicherer Macht über dem Wasser, neue Kraft durchströmte auch das sinkende Pferd – das Ufer bei Schildhorn war erreicht. Dort schwor er dem Christengott die Treue und hängte aus Dankbarkeit seinen Schild an eine Eiche. Theodor Fontane wörtlich: „Seinen Schild aber, den der Finger Gottes berührt, ließ er dem Ort, wo das Wunder sich vollzogen hatte. Der Schild des Heiden war ihm zum Glaubensschild geworden.“

### Historischer Hintergrund und Kern der Sage
Historischer Hintergrund der Schildhornsage sind die letzten Kämpfe zwischen Slawen und Deutschen im Jahr 1157. Nach der Vertreibung des Slawenfürsten Jaxa von Köpenick (auch Jacza de Copnic, Jaczo oder Jaxa) aus der Burg Brandenburg hatte der Askanier Albrecht der Bär die Mark Brandenburg gegründet und die deutsche Besiedlung der Mark angestoßen. Mit ihrem Sieg verschoben die Askanier die Ostgrenze zur Havel/Nuthe-Linie und bereiteten den Übergang zum Teltow vor.
Der Kern der Volkssage bestand darin, dass sich ein Ritter auf seiner Flucht durch die Havel gerettet haben soll. Einen Beleg aus der Gründungszeit der Mark Brandenburg gibt es dafür nicht. Diese angebliche Begebenheit erhielt in der mündlichen Überlieferung die verschiedensten Ausschmückungen und Variationen hinsichtlich Zeit, Ort und Person. Nach Wilhelm Schwartz soll die Sage insbesondere in Pichelsdorf und weiteren Dörfern entlang der Havel sowie in Lietzow als „sich zum Theil widersprechende Volkstradition“ erzählt worden sein.
In einigen mündlichen Überlieferungen existierten mit dem Dreißigjährigen Krieg oder mit der Franzosenzeit auch völlig andere historische Bezüge. Mal habe es geheißen, der Große Kurfürst, mal der Alte Fritz sei die gerettete Person gewesen. Die Gründungszeit der Mark blieb jedoch in den gängigsten Versionen Hintergrund der Sage und hinsichtlich der Person konzentrierten sich die Niederschriften auf zwei slawische Fürsten aus dem 12. Jahrhundert.

### Genese und Entwicklung
In den ersten Aufzeichnungen stand nicht Jaxa, sondern der Slawenfürst  Pribislaw, der in den Quellen auch als König bezeichnet wird, im Mittelpunkt des Geschehens. Pribislaw war bereits spätestens seit 1130 mit Albrecht dem Bären verbündet und 1157 bereits verstorben. Daher ist in diesen Darstellungen allgemein von der Zeit der „damaligen Religionskriege“ die Rede. Auch hinsichtlich des Ausgangspunkts der Flucht existieren unterschiedliche Darstellungen. So nennt eine Pribislaw-Version Caputh und nicht Spandau als Ausgangspunkt. Als Punkte, an denen Jaxa in das Wasser gestiegen sei, kommen verschiedene Stellen am Havel-Ufer vor, darunter Sacrow, Pichelswerder und schließlich die Jaczo-Schlucht in Wilhelmstadt, in der der kleine Jaczo-Turm aus dem Jahr 1914 an die Flucht erinnert. Die Bekehrung Jaxas lassen alle Schriftsteller am Schildhorn geschehen, einzig Wilhelm Grothe verlegte die Bekehrung in seiner Darstellung von 1864 auf die Müggelberge.

#### Älteste Niederschrift und Pribislaw-Variante

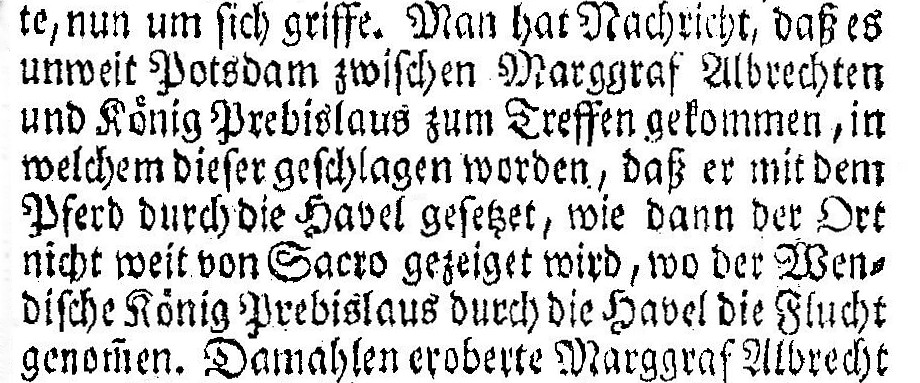
Die erste bekannte Niederschrift der Sage durch Jacob Paul von Gundling im Jahr 1730

In der Erzählforschung zur Sage nehmen die Untersuchungen von Martin Friedrich Rabe aus dem Jahr 1856 einen zentralen Stellenwert ein. Laut Rabe nennt die Sage in ihrer ältesten Fassung keinen Namen, sondern „nur den letzten slavischen Beherrscher über Brandenburg“, und Rabe folgert: „darunter kann Jaczo wohl nicht verstanden werden, sondern nur Pribislaw.“ Auf welche Fassung Rabe sich bezieht, ist nicht bekannt. Als älteste Niederschrift der Volkssage gilt in der Geschichtswissenschaft die Darstellung von Jacob Paul von Gundling aus dem Jahr 1730, die bereits Pribislaw benennt und noch keinen Hinweis auf das Schildhorn und die Christianisierung enthält: „Man hat Nachricht, daß es unweit Potsdam zwischen Marggraf Albrechten und König Prebislaus zum Treffen gekommen, […] wo der Wendische König Prebislaus durch die Havel die Flucht genommen.“
Die sehr wahrscheinlich erste ausführliche Darstellung der Sage findet sich 1823 in der Erörterung des Gymnasialprofessors Valentin Heinrich Schmidt über die Eroberung der Mark Brandenburg. Schmidt fügte den Christianisierungsaspekt und das Schildhorn hinzu, ließ den Wendenkönig allerdings nur den Schild und noch nicht das Horn auf die Landzunge legen: „Die Feinde verfolgten ihn und er that nunmehr das Gelübde, sich zum Christenthum zu bekennen, wenn er sich über die Fluth retten würde, da seine Götter ihn verlassen hätten. […] Hier dankte er für seine Rettung dem Gott der Christen und legte sein Schild auf die Landspitze, die noch heut zu Tage zum Andenken an den Wendenkönig den Namen S c h i l d h o r n führt.“ Entgegen der Darstellung von Kurt Pomplun, hier sei die Sage erstmals auf Jaczo und das Schildhorn bezogen, spricht auch Schmidt noch von Pribislaw: „Man erzählt, daß der letzte Brandenburgische Wenden=König – dies wäre also Pribislaw, […] .“.

#### Übertragung auf Jaxa
Sehr wahrscheinlich erfolgte die Übertragung auf Jaxa durch den Archivar und Historiker Adolph Friedrich Johann Riedel, der sich, wie dann noch mehr Karl Friedrich von Klöden, laut Martin Friedrich Rabe für diese Auslegung eingesetzt hat. Für Rabes Annahme spricht die Aussage Georg Sellos: „Riedel erfand im Jahre 1831 die Sage von Jaczo’s Flucht durch die Havel beim Schildhorn.“ Unter der Überschrift Jaxo von Köpnick erzählte der Indogermanist und Mythologe Adalbert Kuhn 1843 erstmals diese Variante der Sage und ersetzte Pribislaw durch Jaxo. Bei seiner Personenwahl bezog er sich auf die Historiker: „Die Gelehrten aber meinen: das sei der Fürst Jacze oder Jaczo von Köpenick gewesen.“ Den Christianisierungsgedanken ließ Kuhn hingegen wieder weg und führte die Rettung Jaxas auf eine letzte Kraftanstrengung des Pferdes zurück, das seinen Herrn glücklich an die Schildhornspitze gebracht habe. Kuhn ließ Jaxa Schild und Speer an eine Eiche hängen. 1936 schloss sich der Historiker Herbert Ludat der Genese von Martin Friedrich Rabe an. Aus dem Speer machten spätere Schriftsteller das noch besser zum Namen der Landzunge passende Horn.
Unklar ist, wann der bei Kuhn wieder fehlende Christianisierungsgedanke Eingang in die Jaxa-Version fand. Belegt ist, dass diese Wendung 1854 bei August Kopisch im Zusammenhang mit Jaxa auftaucht: „Im nachgesandten Regen der Speere und Pfeile, mitten in der Strömung, ruft der Sinkende: «die Götter meiner Väter haben mich verlassen; Gott der Christen rette mich, so bin ich dein ewiglich!»“ Inwieweit die Jaxa-Variante tatsächlich als Erfindung zu charakterisieren ist, wie Sello und weitere Historiker schreiben, ist nicht geklärt. Louis Schneider behauptete 1869, auch diese Darstellung schließe „sich vollständig der Sage an, wie sie in allen Haveldörfern noch heute lebt und in der Hauptsache ohne Varianten, in den Spinnstuben erzählt wird.“
In dem Entwicklungsprozess hat die Jaxa-Version die Pribislaw-Version nicht vollständig ersetzt, vielmehr erhielt auch die ältere Variante weitere Ausschmückungen und fand beispielsweise 1871 Eingang in die Sagensammlung von Wilhelm Schwartz. Die Sammlung Märkische Sagen von Ingeborg Drewitz aus dem Jahr 1979 enthält die Schwartzsche Version von 1871 mit dem Titel Das Schildhorn bei den Pichelsbergen neben der Kuhnschen Version von 1843 mit dem Titel Jaczo von Köpenick als eigenständige Sage.

### Forschungsgeschichtlicher Hintergrund der Übertragung auf Jaxa
Die Übertragung von Pribislaw auf Jaxa hing mit der Intensivierung der Erforschung des deutschen Mittelalters zusammen. Die Quellensammlungen im Codex diplomaticus Brandenburgensis von Philipp Wilhelm Gercken 1769/1785 und Adolph Friedrich Johann Riedel 1838/1869 sowie die Editionen der 1819 gegründeten Monumenta Germaniae Historica brachten zunehmend Aufschluss über die Identitäten der beiden Slawenfürsten. Die einzige historische Quelle zu den Vorgängen um 1157, der Tractatus de captione urbis Brandenburg von Heinrich von Antwerpen aus dem Jahr 1165, wurde erst in den 1860er-Jahren vollständig als eigenständige Quelle bekannt. Zuvor hatten die Kenntnisse weitgehend auf der „Cronica Slavorum“ von Helmold von Bosau aus dem Jahr 1167 beruht.
Den Traktat von 1165 kannte Gundling bei seiner ersten Notiz der Sage 1730 nur bruchstückhaft. Er hielt den Brandenburger Pribislaw, der längst mit Albrecht dem Bären verbündet war, und einen obodritischen Fürsten Pribislaw für dieselbe Person. Gegen die Abodriten war Albrecht tatsächlich ins Feld gezogen. Anfang des 19. Jahrhunderts wurde immer deutlicher, dass Albrecht der Bär mit Pribislaw nicht verfeindet, sondern verbündet war. Sein Gegner dagegen im Kampf um das Erbe der Brandenburg war Jaxa. Damit konnte der besiegte Slawenfürst, wie Riedel 1831 durchsetzte, nur Jaxa gewesen sein. Neben dem Schritt zu einer stärkeren Quellenbezogenheit lag es für die Erzähler der Schildhornsage auch deshalb nahe, Jaxa zur handelnden Person zu machen, weil dieser Fürst beim Rückzug nach Osten in seine Residenz Köpenick die Havel hätte passieren oder durchschwimmen müssen. Den Bekehrungsaspekt untermauerten in der zweiten Hälfte des 19. Jahrhunderts zwei Hinweise, die indirekt darauf hindeuteten, dass Jaxa Christ war (allerdings schon von Geburt her):

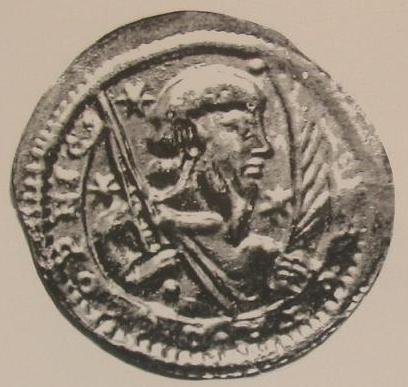
Jaxa-Brakteat mit Palmzweig

- Der Bericht Heinrichs von Antwerpen: Jaxa, ein in Polen herrschender Fürst („in Polonia principans“), habe die Brandenburg mit einem Heer von Polen („cum magno exercitu Polonorum“) erobert.[24] Polen war bereits seit 966 ein christliches Land.
- 1868/1887 machte der Sphragistiker, Numismatiker und Kanzleirat bei der Königlich-Preußischen Hauptbank Friedrich August Voßberg in seinem Werk Die Siegel der Mark Brandenburg den Fund verschiedener Jaczo-Münzen (Brakteaten) allgemein bekannt. Eine dieser Münzen zeigt ein Doppelkreuz und weitere Münzen zeigen einen Palmzweig, ein christliches Symbol.[25]

Weitere Münzen enthielten die Inschriften Iaczo de Copnic und Iacza de Copnic. Dieser Fund und die einhergehende wissenschaftliche Diskussion befestigten die Gleichsetzung des Jaxa, der mit Albrecht dem Bären gekämpft hatte, mit dem Jaxa als Fürsten von Köpenick. Für die Geschichtswissenschaft des 21. Jahrhunderts ist die historische Identität des Jaxa von Köpenick wieder offen.
Staatspolitisch kam die Jaxa-Version mit ihrem Bekehrungsaspekt gelegen. Friedrich Wilhelm IV. hatte den Streit seines Vaters mit den Katholiken beendet und das Bündnis von Monarchie und Kirche gestärkt, indem er beispielsweise 1840 die Gründung des Dombau-Vereins genehmigte. Mit dem eigenhändig entworfenen Kreuz auf dem Schildhorndenkmal unterstrich er 1845 seine kirchliche Verbundenheit in der Zeit revolutionärer Warnzeichen des Vormärz.

## Die Sage in der Dichtung
Dass die Jaxa-Version inzwischen die weitaus bekanntere Variante der Sage ist, hat neben dem Schildhorndenkmal ihre Darstellung in Gedichten befördert, die – zeitgenössisch verherrlichend – ebenfalls Jaxas angebliche Bekehrung und den Sieg des Christentums über den Slawengott Triglaw in den Mittelpunkt stellten. Im Gedicht Schildhorn von Paul Risch (1900) heißt es beispielsweise:
Paul Risch: Schildhorn (Auszug):
Hilf, Triglaw! Zu Hilf!

Mein Roß, nun halt aus!

Mein Rappe, er sinkt! –

Weh, Morzana mir winkt!

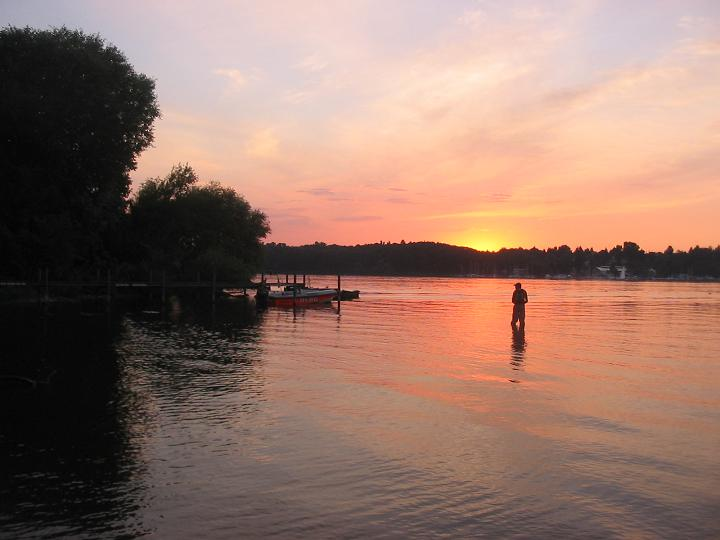
Der Havelteil zwischen Schildhorn und Jaczo-Schlucht, durch den sich Jaxa gerettet haben soll

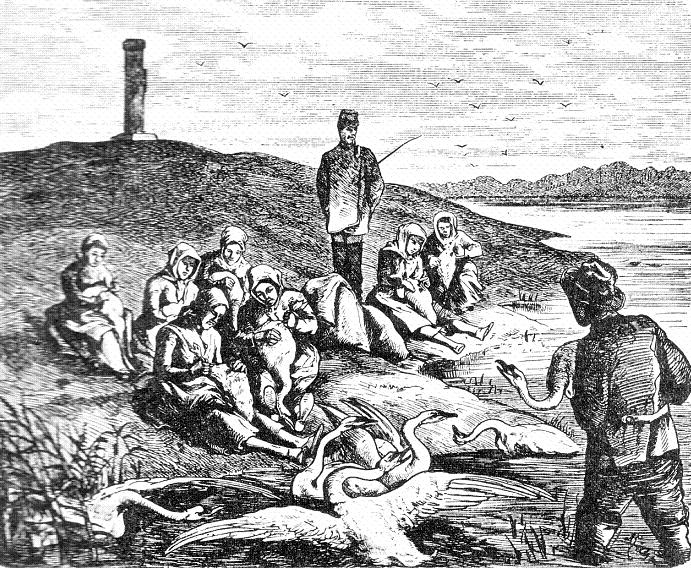
Bild Schildhorn von Albert Richter, 1881

Ha, du armselig Bild! Es grinst wie Spott

Mich die Fratze des Triglaw an! –

O dann hilf du mir, mächtiger Christengott!

Gott am Kreuze, ich flehe dich an!
Nach der Darstellung von Jaxas Erhörung und Rettung durch den „Christengott“ beendet G. Gurski sein gleichnamiges Epos Schildhorn (gleichfalls 1900) mit folgender Strophe:
Rings am Strand die Menge lauscht,

Und der Jubel will nicht enden,

Wie das Wort herrüberrauscht:

Nimm, o Herr, des letzten Wenden

L e t z t e Wehr aus meinen Händen:

S c h i l d und H o r n! – Und dieses Land,

Das sich Deinem Dienste weihe,

S c h i l d h o r n sei’s fortan genannt !

Herr, – dem Säumigen verzeihe !.
Theodor Fontane band die Sage mit zwei Zeilen in das Gedicht Havelland ein und beschrieb sie ausführlich im Anhang zum Band 1 der Wanderungen durch die Mark Brandenburg. Im dritten Teil seiner Trilogie über die niedersorbische Geschichte (Serbskich woścow śerpjenja a chwalba = Der sorbischen Vorväter Leiden und Lobpreis) übertrug der niedersorbische Dichter Mato Kosyk die Schildhorn-Sage als dramatische Erzählung auf die Christianisierung der Sorben, die er als einen bewussten und nicht erzwungenen Akt eines „Jacsłow“ und damit auch seines Volkes darstellte.

## Die Sage in der bildenden Kunst

### Schildhorndenkmal
siehe Hauptartikel: Schildhorndenkmal

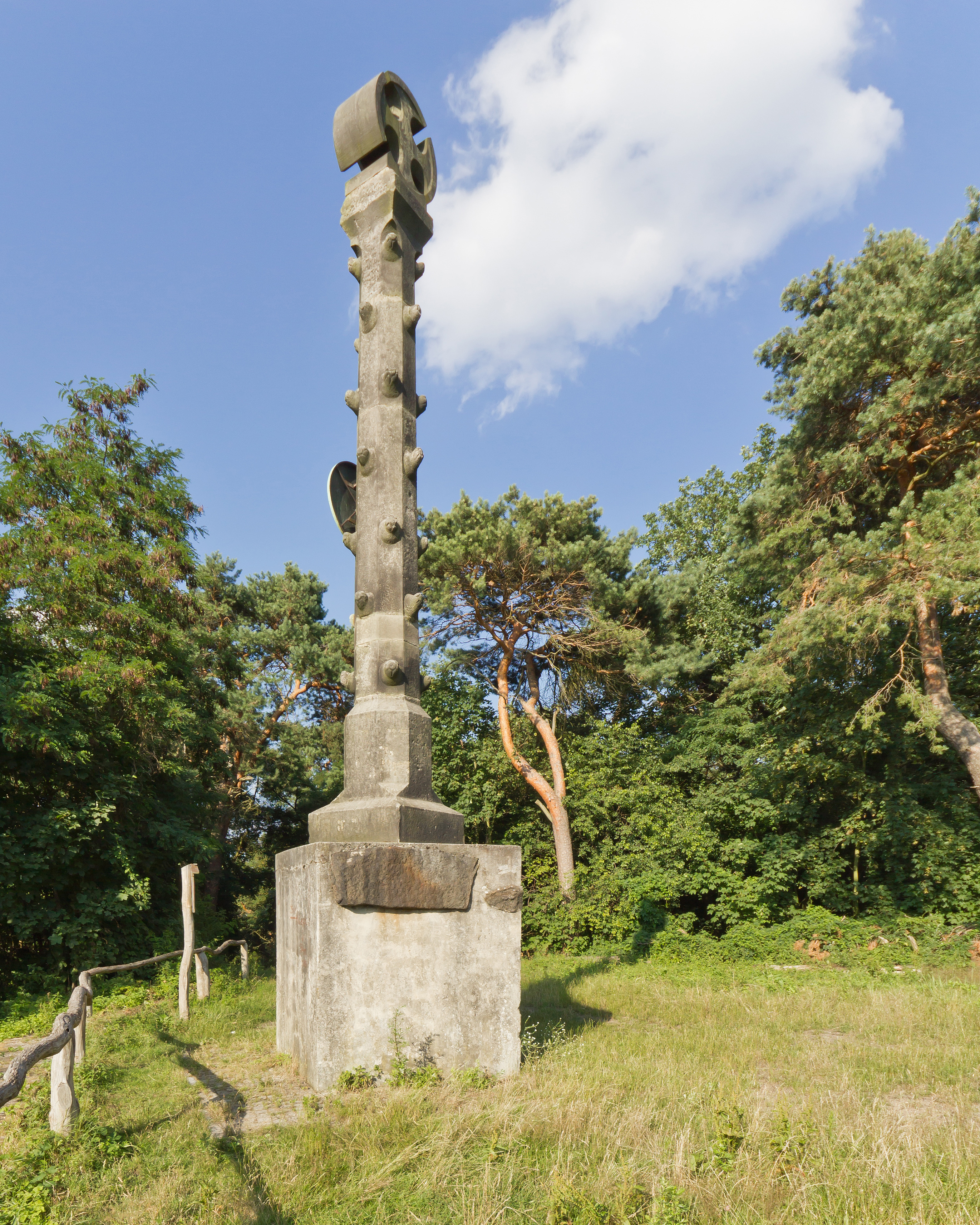
Schildhorndenkmal im Jahr 2014

Die bedeutendste künstlerische Darstellung der Jaxa-Sage bildet das Schildhorndenkmal, das der Architekt Friedrich August Stüler nach Bleistiftskizzen Friedrich Wilhelms IV. von Preußen entwarf. Das Denkmal gehörte zu einer bildhauerischen Dreiergruppe, mit denen der König in den „oft todten uninteressanten Gegenden“ der Mark Brandenburg Wendepunkte der Landesgeschichte markieren wollte. Das Lieblingsobjekt des „Romantikers auf dem Thron“ war das Schildhornkreuz, dessen Sage „die königliche Phantasie in ihrem urchristlichen Gehalt am stärksten angeregt und zur eigenwilligsten Denkmallösung der Dreiergruppe geführt“ hat.
Im Sommer 1845 stellte der Baurat Christian Gottlieb Cantian die aus Sandstein geformte knapp 9 Meter hohe Gedenksäule auf der Spitze des Höhenrückens von Schildhorn fertig. Die strenge achteckige Säule stilisiert einen Baumstumpf mit angedeuteten Ästen. Auf halber Höhe ist ein Rundschild aus Metall befestigt. Das krönende gleicharmige Kreuz symbolisiert Jaxas Hinwendung zum Christentum. 1945 wurde das Denkmal zerstört und 1954 mit Hilfe von Fotografien und vier Trümmerstücken von Lehrlingen der senatseigenen Dahlemer Steinmetzwerkstatt rekonstruiert. Die künstlerische Ausführung des Denkmals fand wenig Beifall. Fontane beispielsweise sah in der Säule ein „grauschwarzes, wunderliches Bildwerk“, das ihn „halb an Telegraphenpfosten, halb an Fabrikschornsteine“ erinnerte. Der Architekt und Redakteur K.E.O. Fritsch bezeichnete das Schildhorndenkmal als Beispiel einer kleinlichen und künstlerisch unreifen Lösung.

### Die Sage in der Malerei
Nach Mitteilung von Louis Schneider war der eingangs abgebildete Holzschnitt Jaczo von Köpenick auf der Flucht durch die Havel von Otto Vogel für das nicht vollendete Werk von August Kopisch Die königlichen Schlösser und Gärten zu Potsdam aus dem Jahr 1854 vorgesehen und sollte dort den Abschnitt über die Sage illustrieren. Der Holzschnitt beruhte auf der gleichnamigen Zeichnung von Adolph Menzel und war im Besitz des Königlichen Hofmarschall-Amtes. Mit Erlaubnis des Amtes verteilte der Verein für die Geschichte Potsdams, dessen Mitteilungen Louis Schneider herausgab, 1869 auf einer Exkursion zum Schildhorndenkmal 200 Separat-Abdrucke des Holzschnitts an seine Mitglieder.
August von Kloeber schuf 1856 das Gemälde Bekehrung des Wendenfürsten Jaczko bei Schildhorn (Ölfarbe, Höhe: 57 cm, Breite: 76 cm), das für das Residenzschloss Hannover bestimmt war. Laut Fontane zeigt das Bild am westlichen Havelufer eine Gruppe mit Kämpfenden. „Jaczko schwimmt bereits inmitten der Havel und hat bittend Haupt und Schild erhoben. Über ihm schwebt die Gestalt eines Engels und deutet auf den aufragenden Vorsprung, der Rettung verspricht. Die Arbeit ist verdienstlich, wenn auch nicht eben mehr.“
Das Bild (oder eine Farbskizze) hing später wahrscheinlich im Berliner Stadtschloss und zuletzt im Potsdamer Marmorpalais. Seit dem Zweiten Weltkrieg ist es verschollen und steht auf der Suchliste der Stiftung Preußische Schlösser und Gärten Berlin-Brandenburg (Gemäldesammlung Potsdam). Kloeber fertigte darüber hinaus eine Farbskizze des Bildes an im Potsdamer Stadtschloss befand. Auch diese Skizze ist verschollen.

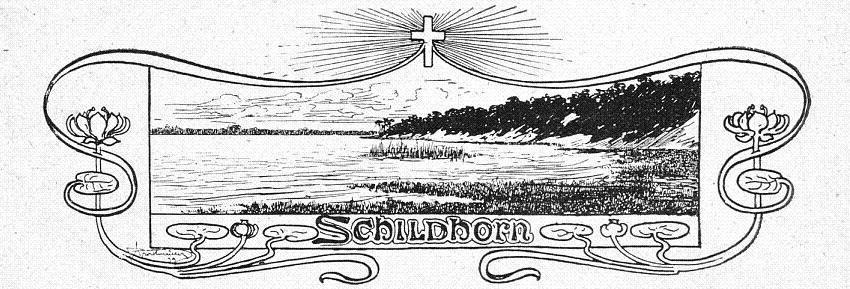
Das christliche Kreuz über Schildhorn, Buchillustration von 1900
„Am Schildhorn beginnt die deutsche Geschichte unseres Landes, am Schildhorn wurde der Grund gelegt zur Mark Brandenburg, so ruft uns die Sage zu, und gern glaubt das patriotische und poetische Gefühl ihren Klängen.“